# Don Berrinche
Don Berrinche és el nom del protagonista d'una sèrie d'historietes del mateix títol creada per José Peñarroya per a diverses revistes de l'Editorial Bruguera a partir de 1948.

## Trajectòria editorial
Ja abans de la Guerra Civil, Jaime Tomás havia creat Hazañas del tío Chinche i el su sobrino Berrinche per a la revista Mickey, que pot considerar-se un precedent d'aquesta sèrie.
En 1948, Peñarroya va crear "Don Berrinche" per a El Campeón, apareixent ocasionalment a Pulgarcito, fins a trobar acomodament definitiu a la revista El DDT contra las penas a partir de 1951. Durant un temps, el va aparellar amb Gordito Relleno.
L'augment de la censura a partir de 1954 va afectar greument a la sèrie, que va quedar convertida en Brrr. ¡Cómo está el deporte!, por "Don Berrinche", repórter diplomado y malhumorado i Don Berrinche y Pepito.

## Característiques
Don Berrinche sol comparar-se amb Doña Urraca, atès que comparteixen una sèrie de similituds:
- La voluntat de destrucció, en lloc de la simple corrosió familiar de les Hermanas Gilda, doña Tula o Zipi i Zape.[5]
- La seva escassa vinculació amb un període històric concret, igual que altres personatges que són encarnació d'una idea.

A diferència de Doña Urraca, Don Berrinche mai va ser un marginat, estant la seva maldat justificada per una amargor derivada de la impotència.

## Argument
Don Berrinche és un senyor irascible, baixet, sempre disposat a atiar amb el seu garrot a qui es creui en el seu camí. Es mou per un avorriment general al proïsme que el porta a buscar situacions violentes. La comicitat funciona a través del mecanisme de derivar la seva ira cap a mal port. Fins que la censura el va fer desaparèixer l'any 1951, sempre duia a sobre un garrot tocat amb la punta d'un clau, que es va reconvertir en un pal d'aparença molt menys agressiva.

## Valoració
L'assagista Juan Antonio Ramírez la considera, en origen, una de les millors sèries de Peñarroya, gràcies a la seva inventiva gràfica, amb profusió de símbols cinètics, i lingüística. En aquest últim sentit, Don Berrinche és un dels personatges del còmic clàssic espanyol amb major creativitat en les seves exclamacions.
Don Berrinche exemplificava la zitzània i la frustració, i simbolitzava els mals temps cívics i econòmics de la postguerra, buscant sempre l'enfrontament físic i exercint una violència desmesurada que avui en dia seria impensable en una publicació infantil.